# Suđenje vješticama u Salemu
Suđenje vješticama u Salemu  (engl. Salem witch trials) događaj je koji se odigrao 1692. – 1693. u tadašnjoj engleskoj provinciji Massachusetts Bay, u današnjem Massachusettsu. U  puritanskoj enklavi odvijao se tzv. lov na vještice, koji je koštao života najmanje 25 ljudi, a još dvadeset je zatvoreno.
Enklava je bila pod velikim ekonomskim pritiskom i prijetili su joj neprijateljski Indijanci. Posebno su se optuživale dvije djevojke - Abigail Williams i Betty Parris (9 i 11 godina) da ih je nekoliko seljaka posjedovalo i da su zbog toga krivi za vještičarenje. Nekoliko drugih djevojaka u selu složilo se s optužbama i izdvojene su tri žene - prosjakinja (Sarah Good), starija žena koju neki optužitelji mrze (Sarah Osborn) i indijanska robinja ( Tituba). Uplašeni i pritisnuti seljani vjerovali su u optužbe i suočili se s ultimatumom da optuženici priznaju zločin ili će biti pogubljeni vješanjem.
Prošlo je dosta vremena prije nego što se suđenje moglo organizirati zbog nedostatka odgovarajuće vlasti. Stigao je guverner i uspostavio poseban sud za ispitivanje - u to je vrijeme do 80 ljudi bilo u zatvoru čekajući suđenje, Sarah Osborn umrla je u zatvoru, a Sarah Good izgubila je dijete u trudnoći u zatvoru.
Sudsko ročište održavalo se jednom mjesečno. Samo su jednom prilikom doušnici povukli optužbe. Najmanje dvijema ženama odgođene je suđenje zbog trudnoće. Svi slučajevi u kojima su nastavljena ispitivanja i izrečene presude rezultirali su osudama - nitko nije oslobođen. Oni koji su se izjasnili krivima i identificirali suučesnike mogli su izbjeći smrtnu kaznu. U četiri navrata održana su i pogubljenja, a ukupno je 19 osoba obješeno. Muškarac - Giles Corey, 80-godišnji farmer - koji se odbio izjasniti krivim ili ne, osuđen je umjesto toga da bude zgnječen pod teretom kamenja.
Veliki broj osoba pobjegao je iz provincije kako bi izbjegli uhićenja i optužbe, što je negativno utjecalo na ekonomiju provincije. 
U spisu zvanom Cases of Conscience Concerning Evil Spirits ("Pitanja savjesti u vezi sa zlim duhovima") Increase Mather zastupao je tezu "It were better that Ten Suspected Witches should escape, than that the Innocent Person should be Condemned" (Bolje je da deset osumnjičenih vještica pobjegne, nego da se jedna nevina osoba osudi), formulacija za koju se može reći da se odražava na Ustav i američki pravni sustavu.
Lov na vještice je bio značajan događaj koji je označio kraj puritanskog utjecaja na vladu New Englanda.
Arthur Miller opisao je ovaj događaj u svom djelu "Vještice iz Salema".